# Бриджес, Генри, 2-й герцог Чандос
Генри Бриджес, 2-й герцог Чандос (17 января 1708 — 28 ноября 1771) — британский аристократ и политик. С 1727 по 1744 год он носил титул учтивости — маркиз Карнарвон.
Титулы: 2-й герцог Чандос (с 9 августа 1744), 2-й маркиз Карнарвон (с 9 августа 1744), 2-й граф Карнарвон (с 9 августа 1744), 2-й виконт Уилтон, графство Херефордшир (с 9 августа 1744), 10-й барон Чандос из Садели, Глостершир (с 9 августа 1744), 5-й баронет Бриджес из Уилтона, Херефордшир (с 9 августа 1744 года).

## Биография
Родился 17 января 1708 года. Второй сын достопочтенного Джеймса Бриджеса (1673—1744), будущего 1-го герцога Чандоса, и его первой жены Мэри Лейк (1668—1712). Он получил образование в Вестминстерской школе и колледже Святого Иоанна в Кембридже.
После того, как его отец стал 9-м бароном Чандосом в 1714 году (и вскоре после этого стал графом Карнарвоном), он стал достопочтенным Генри Бриджесом, а в 1719 году, когда его отец был назначен герцогом Чандосом, он стал лордом Генри Бриджесом. Его старший брат Джон Бриджес, маркиз Карнарвон (1703—1727) скончался, не оставив потомства мужского пола, в 1727 году, после чего он стал наследником герцогства и получил титул маркиза Карнарвона.
Заседал в Палате общин Великобритании от Херефорда (1727—1734), Стейнинга (1734—1741) и Бишопс-Касла (1741—1744).
Маркиз Карнарвон занимал пост шталмейстера принца Фредерика Уэльского (1729—1735), а в 1732 году ему был пожалован Орден Бани.
В августе 1744 года после смерти своего отца Генри Бриджес унаследовал титул 2-го герцога Чандоса.
Король Георг II описал его как «горячего, страстного, полоумного фата».

## Финансовые проблемы
Когда его отец умер 9 августа 1744 года, поместье было сильно обременено долгами, поскольку семья потеряла деньги в Компании Южных морей. Было принято решение снести родовой дом Кэннонс. В 1747 году в результате двенадцатидневной распродажи по сносу и содержимое, и сама конструкция дома были проданы по частям. Аукцион содержимого, начавшийся 1 июня 1767 года , а также материалов дома и пристройки, начавшийся 16 июня, проводился уважаемым аукционистом Кристофером Коком.

## Браки и дети

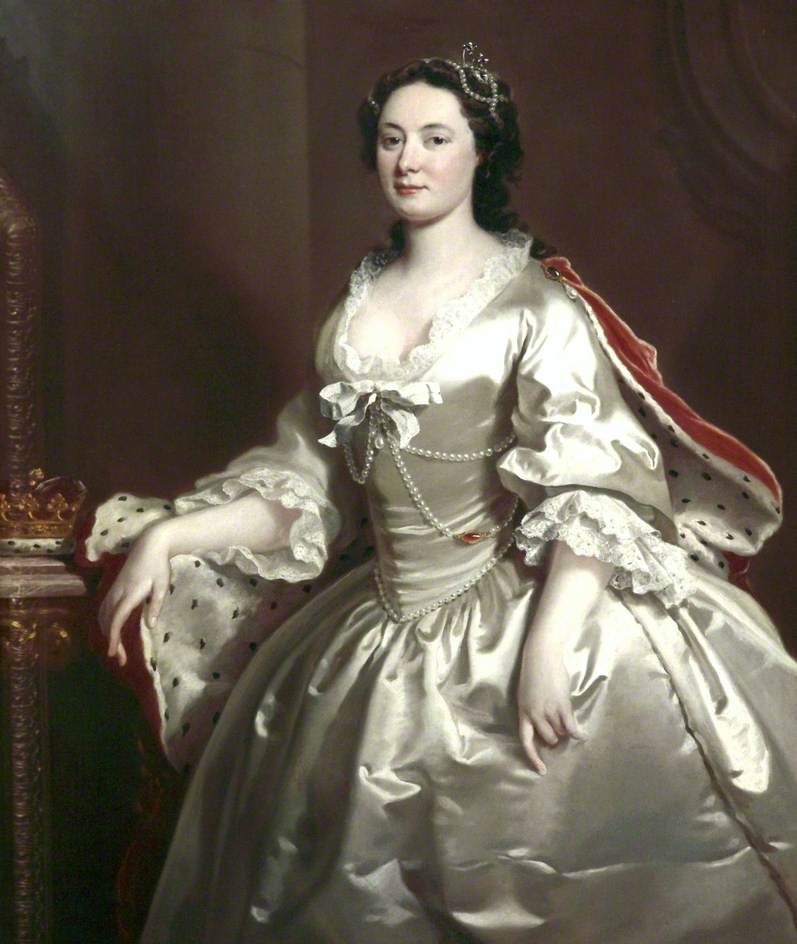
Энн, герцогиня Чандос (1709—1759), автор — Джозеф Хаймор, Художественная галерея Уокера.

21 декабря 1728 года он женился на леди Мэри Брюс (1710 — 17 августа 1738), дочери Чарльза Брюса, 4-го графа Элгина (1682—1747) и леди Энн Сэвилл (? — 1717). У них было двое детей, переживших детство:
- Леди Кэролайн Бриджес (1729—1789), муж с 1755 года Джеймс Ли (1724—1774)
- Джеймс Бриджес, 3-й герцог Чандос (1731—1789), которых написал Бартоломью Дэндридж в 1738 году[6].

Второй брак герцога был нетрадиционным. 25 декабря 1744 года он женился вторым браком на Энн Уэллс (1709 — 9 августа 1759), дочери Джона Уэллса, бывшей горничной из Ньюбери в Беркшире. Они встретились несколькими годами ранее при обстоятельствах, описанных свидетелем следующим образом:
По пути в Лондон герцог Чандос и его спутник обедали в ресторане «Пеликан» в Ньюбери. Переполох во дворе гостиницы привел к тому, что им сказали, что мужчина собирается продать жену, и ведут её с поводком на шее. Они пошли посмотреть. Герцог был поражен её красотой и терпеливым согласием в процессе, который (как тогда предполагалось) освободил её от сурового и плохо воспитанного мужа. Он купил её и впоследствии женился на ней (в часовне Кита) на Рождество 1744 года
.

Энн умерла в 1759 году, не оставив потомства, и герцог Чандос женился в третий раз 18 июля 1767 года на Элизабет Мейджор (1731 — 30 марта 1813), дочери сэра Джона Мейджора, 1-го баронета (1698—1781), и Элизабет Дэйл.